# آبشار، افغانستان
آبشار (به لاتین: Abshar) در افغانستان است که در ولایت بادغیس واقع شده‌است.